# Dolichopodomintho takanoi
Dolichopodomintho takanoi là một loài ruồi trong họ Tachinidae.